# Kurt Rübner
Kurt Rübner (* 13. November 1875 in Waldheim; † 14. Oktober 1965 in Dresden) war ein deutscher Graphiker.
Rübner wurde als drittes Kind des Kasernenfeldwebels Heinrich Rübner und dessen Ehefrau Ernestine, geb. Otto, geboren. Er besuchte von 1882 bis 1890 die Bürgerschule, ab 1890 dann das Königliche Lehrerseminar in Grimma. Nach dem Abitur 1896 arbeitete er als Hilfslehrer in Trachenberge bei Dresden, absolvierte 1901 die Prüfung zum Lehrer und nahm eine Lehrstelle in Dresden an.
Neben seinem Lehrerberuf fertigte er schon seit frühester Kindheit Naturzeichnungen oder Entwürfe aus seiner Fantasie, darunter viele Märchenmotive. Er entwickelte dabei einen an Wilhelm Busch, Ludwig Richter und den Märchenmaler Hermann Vogel angelehnten Stil. Humorvolle, kindhafte und volkstümliche Szenen verband er oft mit selbstverfassten kleinen Versen. Schließlich illustrierte Rübner humoristische Dichtungen zahlreicher Autoren, war ständiger Mitarbeiter vieler bekannter Zeitschriften und Kalender. Vor allem bekannt wurden seine Illustrationen in der Jugendliteratur und verschiedenen Schulbüchern.
Enge Freundschaft verband ihn mit dem sächsischen Dichter und Schriftsteller Kurt Arnold Findeisen. Beide gaben einige Schriften gemeinsam heraus. Ein weiterer enger Freund Rübners war der Leisniger Heimatschriftsteller, Musiker und Dichter Franziskus Nagler.
Rübner zeigte stets starke Verbundenheit zu seiner sächsischen Heimat, vor allem seiner Vaterstadt Waldheim. 1914 schenkte er beispielsweise dem Heimatmuseum seiner Geburtsstadt 14 Tafeln mit Skizzen und Drucken. Anlässlich des dortigen Heimatfestes 1939 schuf Rübner für die Sonderausgabe des „Waldheimer Tageblattes“ viele Zeichnungen und Skizzen.
Kurz vor seinem 90. Geburtstag starb Rübner am 14. Oktober 1965 in Dresden.